# Hármaspont

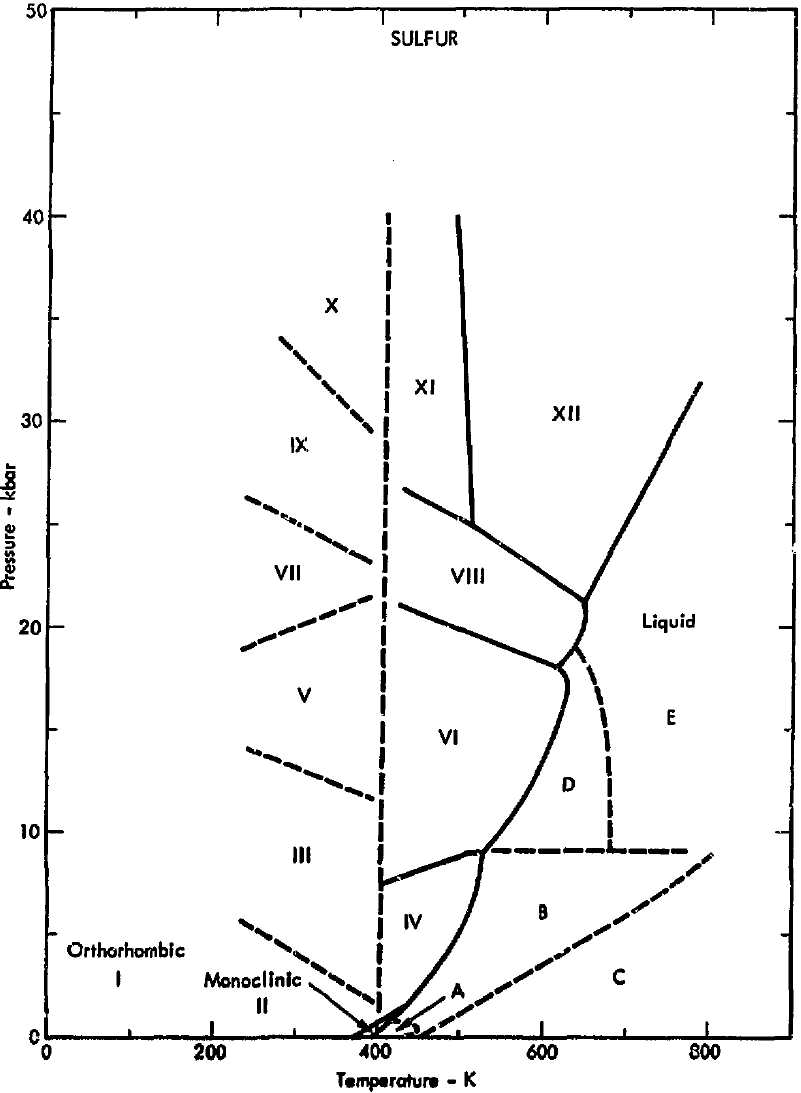
A kén fázisdiagramja; szilárd halmazállapotú módosulatok (1975)

A hármaspont olyan hőmérséklet és nyomás, amely találkozási pontja három termodinamikai halmazállapotnak. Első megközelítésben ezek: a szilárd, a cseppfolyós és a légnemű. A Gibbs-féle fázistörvény írja le a fázisok, a komponensek és a szabadsági fokok számának összefüggését. Grafikai tekintetben a nyomás–hőmérséklet diagramon a halmazállapotokat (általánosabban fogalmazva: a fázisokat) vonalak választják el egymástól. Ha két fázis lenne, azokat egyetlen vonal választaná el egymástól. Tekintettel azonban arra, hogy három alapvető halmazállapot létezik, ezek szükségképpen egy pontban találkoznak.
A Gold Book értelmezése szerint valamennyi fázisátalakuláshoz rendelhető hármaspont. Példaképpen a kén módosulatait sorolja fel: a rombos és monoklin formák szilárd halmazállapotúak, de átalakulásuk hőmérsékleti és nyomásadatokkal írható le.
A hármaspontok száma Nh kiszámítható a fázisok p számából: {\displaystyle N_{h}={\frac {p!}{(p-3)!\ 3!}}}

## Típusai
A kén hármaspontja 119 °C. Alacsonyabb hőmérsékleten szilárd halmazállapotban van, monoklin (β) kristályszerkezettel. Magasabb hőmérsékleten átmegy légnemű állapotba (gőz). Ha növekszik a nyomás, akkor az anyag átmegy cseppfolyós halmazállapotba. Van a kénnek más típusú hármaspontja is. 95,3 °C-on a monoklin kén átkristályosodik rombos formába. Itt tehát két szilárd és egy légnemű fázis találkozik. Magasabb nyomáson találunk egy további hármaspontot. 155 °C-on a kén lehet rombos, monoklin és cseppfolyós. Ezek a kén legismertebb fázisátalakulásait leíró jelenségek; a kénnek valójában 30-nál is több allotrop módosulata létezik. Ezeket görög betűkkel azonosítjuk, de a Young közlemény eltérő jelölésmódot használ. Nem jelöli például a légnemű halmazállapotot (különlegessége, hogy még a légnemű halmazállapotnak is van két módosulata: S2 és S3). Alacsony hőmérsékleten túlhűtött folyadékként tárgyalják. A kén hármaspontjának egyértelmű meghatározása bonyolult kérdés, mert különféle összetételű elegyként jelenik meg (S, S2, S3, S6, ciklusos stb.) Jó minőségű fázisdiagram található Steven Zumdahl könyvében
Az etil-alkoholnak több hármaspontja van.
150 K: cseppfolyós–légnemű–szilárd (crystaline I)
127,5 K: crystaline II–folyadék
111,4 K: cystaline I–crystaline II (átkristályosodik). A crystaline II feltételezhetően az üvegesedési átmenet (glass transition)
Butil-alkohol és más anyagok viselkedéséről filmfelvétel tekinthető meg a World News nevű szolgáltatónál, illetve a youtube-on
Hasonlóan többféle hármaspont jellemző a foszforra is. Például a foszfor hármaspontja 579°C, 44 bar. Ebben a pontban találkozik  a fázisdiagramon a vörös foszfor, a fehér foszfor (mindkettő szilárd) a folyadékkal és a légnemű foszforral. Tehát a foszfor nem lehet cseppfolyós állapotú  579° alatti hőmérsékleten, de 44 bar nyomás alatt sem.

## Termodinamikai állapotjelzők
A hagyományos nyomás–hőmérséklet diagramot kiegészítjük a harmadik állapotjelzővel. Ez a fajlagos térfogat (az ábrán: specific volume). Ezzel a gáztörvény valamennyi állapotjelzője értelmezhetővé válik. A szilárd halmazállapot (az ábrán: solid) térfogata a legkisebb. Olvadás közben az anyagok térfogata növekszik attól függően, hogy mekkora része olvadt már fel az anyagnak (az ábrán solid-liquid). A folyadékot ábrázoló területen (az ábrán: liquid) egy izotermát megrajzoltak. Ez függőleges a folyadékok összenyomhatatlansága miatt. Elérve a folyadék alsó határgörbét, elkezdődik a forrás, illetve párolgás (az ábrán: liquid-vapor). Attól függően, hogy az anyagnak mekkora része párolgott el, folyamatosan növekszik a térfogat. A felső határgörbét elérve telített gőzzé alakul. Ettől az állapottól jobbra (magasabb hőmérsékleten) az anyag gőz állapotban van (az ábrán: vapor). Gáznak csak akkor nevezzük, ha hőmérséklete magasabb a kritikus hőmérsékletnél. Az ábrán a gas felirat a kritikus izotermán szerepel.

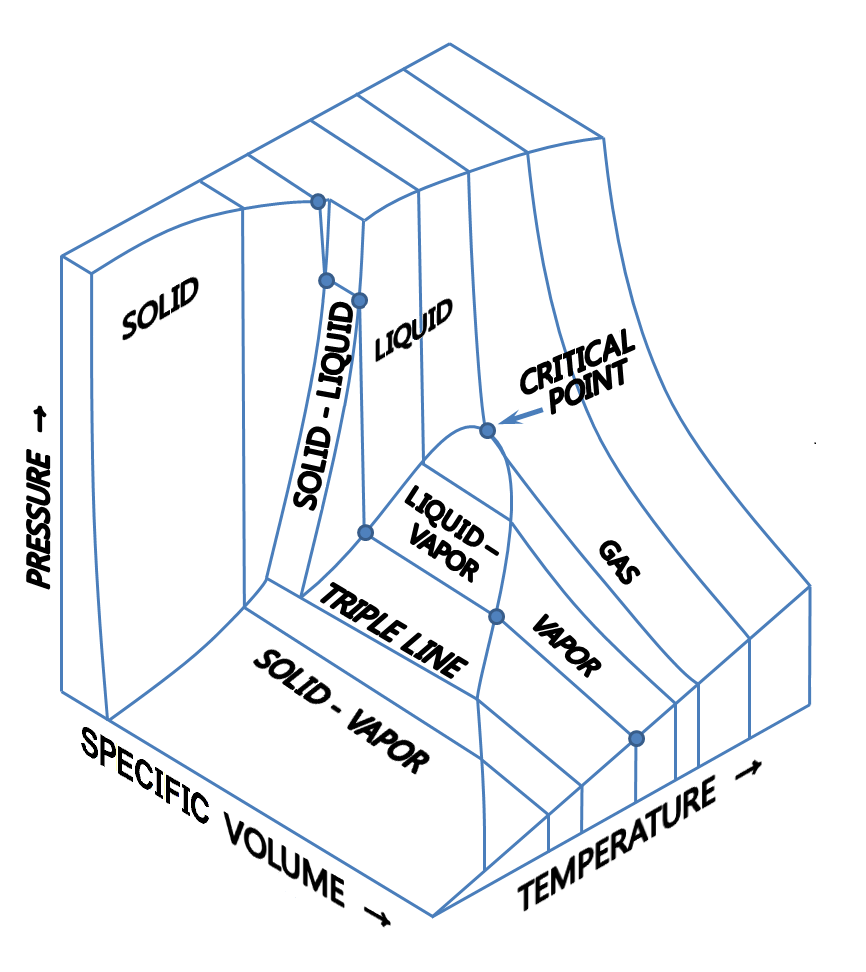
A fázisdiagram a térben (nyomás, hőmérséklet és a fajlagos térfogat). A hármaspont a térfogat változása miatt egyenes vonal: triple line

A hármaspont (az ábrán: triple line) hőmérséklete alatt az anyag nem fordulhat elő cseppfolyós halmazállapotban. Ilyen körülmények között a szilárd anyag közvetlenül légnemű állapotba megy át. Ez a szublimáció. Attól függően, hogy az anyagnak mekkora része ment át légnemű állapotba, a térfogata nagy mértékben, arányosan növekszik (az ábrán: solid-vapor). A hármaspont hőmérséklete alatt a légnemű halmazállapotot gőznek nevezzük.

### Triple Line
„Hármas vonal” – a magyar szakirodalom ezt a kifejezést nem használja, itt is csak tükörfordítása szerepel. Történeti előzménye a fázisdiagram, amely síkban ábrázolja a nyomás és a hőmérséklet adatait. A termodinamika számára viszont lényegessé vált annak a harmadik állapotjelzőnek a feltüntetése, amely az egyesített gáztörvény lényegi része: {\displaystyle p\cdot V=R\cdot T}.
Ha ezt (a térfogatot) is tekintetbe vesszük, kiderül, hogy a hármaspont egyenessé bomlik, hiszen azonos nyomáson az anyag lehet akár szilárd, cseppfolyós és légnemű is, sőt: ezek elegye is. A vonal legkisebb térfogatú pontja általában a szilárd halmazállapot, legnagyobb térfogatú pontja a légnemű állapot. Halmazállapot változás közben (például szublimáció közben) az anyag folyamatosan növeli a térfogatát; a térfogat akár az ezerszeresére is növekedhet.
Ha a nyomást és a hőmérsékletet állapotjelzőként vesszük tekintetbe, intenzívként, akkor a térfogat számára is intenzív mennyiséget kell találnunk, amely független az anyagi mennyiségtől. Erre a célra két mennyiség áll rendelkezésünkre: a fajlagos térfogat (a térfogat és a tömeg hányadosa), illetve a moláris térfogat (a térfogat és az anyagmennyiség hányadosa). Moláris térfogatként itt most nem az ideális gáz elméleti térfogatát vesszük figyelembe, hanem az anyag aktuális, valóságos térfogatát.
Míg a hőmérséklet és a nyomás megadása meghatározatlan, a p V T (nyomás–térfogat–hőmérséklet) térben a termodinamikai állapot megadása egyértelmű és félreérthetetlen, még fázisátalakulások esetén is.
| Fajlagos és moláris térfogat a hármasponton |           |            |
| a víz adataival                             | m³/kg     | m³/mol     |
| szilárd                                     | 0,0010908 | 1,965·10−5 |
| cseppfolyós                                 | 0,001000  | 1,802·10−5 |
| légnemű                                     | 205,9860  | 3,71090    |
| ideális gáz                                 | 205,9763  | 3,71072    |

## Metrológiai fontossága
A hármaspont vonalának tulajdonságai:
- három jellemző pontja van: a szilárd, a cseppfolyós és a légnemű anyag fajlagos térfogata;
- a középső pont a folyadékállapot alsó határát jelöli ki;
- hőmérséklete csak egyetlen érték lehet, ettől bármilyen eltérés azt eredményezi, hogy a három halmazállapot valamelyike eltűnik;
- nem jósolható meg, hogy az anyagnak mekkora részaránya van szilárd, cseppfolyós, vagy légnemű állapotban; ezek mindegyike előfordul valamekkora mértékben. Tekintettel arra, hogy valamennyi fázisnak azonos a hőmérséklete, nincs hőáram, amely akár fagyást, olvadást, párolgást, vagy kondenzációt idézne elő.

Ezek a tulajdonságok teszik fontossá a hármaspont meghatározó készülékeket. Ezek közül legfontosabb a kelvin mértékegység kísérleti elrendezéssel történő definíciója: készülék, amelyben a víz mindhárom halmazállapotban jelen van (triple point cell), hasonló szerepű, mint a gallium olvadáspont készülék. Gallium hármaspont-meghatározó készülék működik a NIST-nél.
Az Egyesült Királyság központi fizikai laboratóriumában (National Physical Laboratory) a higany hármaspont-meghatározó készülék mérési bizonytalansága 0,2 mK. A mérés időtartama hat óra. Az Egyesült Államok mérésügyének hivatalos szerve, az American Society for Testing and Materials a mintaelőkészítés módjától függően 0,05 mK mérési bizonytalanságot kínál. A NIST, illetve elődje, az amerikai Szabványügyi Hivatal, az NBS oxigén hármaspont-meghatározó készüléket fejlesztett ki. A francia mérésügy jó eredményekkel végez méréseket a széndioxid hármaspont-meghatározó készülékkel. A Pond Engineering argon hármaspont-meghatározó készülékének mérési bizonytalansága 0,5 mK.

## A víz hármaspontja

A víz fázisdiagramja. A nyomás logaritmikus léptékkel szerepel

A víz hármaspontján a szilárd fázis Ih hexagonális kristályszerkezetű (az ábrán látható az Ic köbös változat is). Ennek fagyáspontja a hármasponton 0,01 °C, az atmoszferikus nyomáson 0 °C. Minimális fagyáspontja −21,965 °C, ahol JégIII tetragonális kristályszerkezetbe megy át. Jól megfigyelhető az ábrán, hogy a víz (hasonlóan más közegekhez) lehet szilárd halmazállapotú még a kritikus pont felett is. A víz esetén JégVII 15 GPa felett, JégX 62 GPa felett, és JégXI 500 GPa felett. A fázisátmenetek természetesen térfogatváltozással és hőközléssel járnak (izobár entrópiaváltozásként szokták számítani).
A kritikus nyomás felett a szupersűrű folyadék helyezkedik el. Ha a nyomás is és a hőmérséklet is a kritikus pont felett van, az a szuperkritikus állapot tartománya.

### A szuperkritikus víz
A víz 373 °C hőmérséklet és 220,6 bar nyomás fölött „szuperkritikussá” válik. Efölött a kritikus pont fölött nem nevezhető sem szilárdnak, sem folyadéknak, de gáz állapotúnak sem, leginkább „folyadékszerű gáz”-ként írható le. Ha a szuperkritikus víz szerves anyaggal érintkezik, felszakítja annak kémiai kötéseit, majd oxigén hatására reakció megy végbe, vagyis az anyag elég. Ez általában lángok nélkül történik. A reakció végén szén-dioxid és tiszta víz keletkezik, a más égések során keletkező káros melléktermékek nélkül.
A folyamat jelentőségét az adja, hogy felhasználható szerves hulladékok, vagy szerves anyagokat is tartalmazó hulladékok, például szennyvíz környezetbarát megsemmisítésére.
A szuperkritikus víz tulajdonságainak vizsgálatával a Nemzetközi Űrállomás űrhajósai is foglalkoznak a japán kísérleti modulban (JEM). A francia űrügynökség, a CNES által kifejlesztett DECLIC nevű berendezés alkalmas a folyamat vizsgálatára mikrogravitációs környezetben (a gravitáció kiiktatásával a folyamat könnyebben kivitelezhető). Az egyetlen hátránya a folyamatnak, hogy a vízben lévő oldott sók könnyen kicsapódnak, amik a vízzel érintkező fémalkatrészek rozsdásodását okozzák.
A kísérletek az ISS-en 2013 júliusában kezdődtek, amiket nagyjából 2015 januárjáig terveztek befejezni.
Az Amerikai Haditengerészet néhány hadihajóját már felszerelte ilyen kísérleti berendezéssel, amit a gyakorlatban is használnak. Orlando városa szuperkritikus víz felhasználásával működő szennyvíztisztító építésébe kezdett (2014).

## Hármaspontok táblázata
A táblázat a három halmazállapot (szilárd, cseppfolyós, légnemű) érintkezési pontjának adatait tartalmazza. Az adatok legtöbbje a NIST Chemistry Webbook, illetve jogelődje, az amerikai Szabványügyi Hivatal (National Bureau of Standards) közleményeiből származnak.
| Név                         | T (K)  | p (Pa)        |
| --------------------------- | ------ | ------------- |
| Acetilén                    | 192,4  | 120 000       |
| Alumínium                   | 933,25 |               |
| Ammónia                     | 195,40 | 6076          |
| Argon                       | 83,81  | 68 900        |
| Bután                       | 134,6  | 0,7           |
| Szén(grafit)                | 4765   | 10 132 000    |
| Szén-dioxid                 | 216,55 | 517 000       |
| Szén-monoxid                | 68,10  | 15 370        |
| Gallium                     | 302,92 |               |
| Klór                        | 172,17 | 1390          |
| Kloroform                   | 175,43 | 870           |
| Hidrogén                    | 13,84  | 7 210         |
| Deutérium                   | 18,63  | 17 100        |
| Trícium                     | 20,62  | 21 600        |
| HD (deutérium-hidrid)       | 16,6   | 12 800        |
| Etán                        | 89,89  | 0,8           |
| Etanol                      | 150    | 0,43 × 10−3   |
| Etilén                      | 104,0  | 120           |
| Hangyasav                   | 281,40 | 2200          |
| Hélium-4 (lambda pont)      | 2,19   | 5100          |
| Hexafluoretán R-116         | 173,08 | 26 600        |
| Hidrogén-klorid (vízmentes) | 158,96 | 13 900        |
| Jód                         | 386,65 | 12 070        |
| Izobután R-600a             | 113,55 | 1,9481 × 10−2 |
| Higany                      | 234,32 | 1,65 × 10−4   |
| Metán R-50                  | 90,68  | 11 700        |
| Neon                        | 24,57  | 43 200        |
| Nitrogén-monoxid            | 109,50 | 21 920        |
| Nitrogén                    | 63,18  | 12 600        |
| Dinitrogén-oxid             | 182,34 | 87 850        |
| Oxigén                      | 54,36  | 152           |
| Palládium                   | 1825   | 3,5           |
| Platina                     | 2045   | 0,2           |
| Kén                         | 388,95 | 3,2           |
| Kén-dioxid                  | 197,69 | 1670          |
| Titán                       | 1941   | 5,3           |
| Urán-hexafluorid            | 337,17 | 151 700       |
| Víz                         | 273,16 | 611,7         |
| Vas                         | 1811   | 3,63          |
| Xenon                       | 161,3  | 81 500        |
| Cink                        | 692,65 | 65            |